# 海伊夫卡 (盧甘斯克州)
48°46′7″N 39°6′29″E / 48.76861°N 39.10806°E
海伊夫卡（烏克蘭語：Геївка）是位於烏克蘭東部的村莊，由盧甘斯克州夏斯佳区夏斯佳市鎮負責管轄。該村始建於1951年，面積1.15平方公里，海拔高度83米，2001年人口162，人口密度每平方公里140.9人。